# Lando
Lando (? Sabina – únor nebo březen 914 Řím) byl papežem od července nebo srpna 913 asi půl roku až do své smrti. Narodil se v italské Sabině, jeho otec se údajně jmenoval Taino.

## Život
O Landovi se soudí, že musel mít mocné přátele, kteří mu pomohli, aby byl zvolen papežem (což v té době bylo obvyklým jevem). Je o něm známo jen nemnoho věcí. Byl jedním z posledních papežů (ale nikoliv posledním), kteří užívali své rodné jméno v průběhu svého pontifikátu jako oficiální papežské jméno. Býval posledním papežem, který užíval papežské jednoslovné jméno před ním neužívané, navíc bez řadové číslovky. Stejná situace nastala až v r. 2013 (o 1100 let později), kdy na papežský stolec usedl František.

## Odkazy

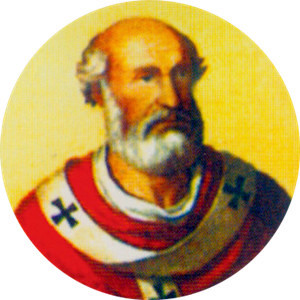
Portrét papeže Landa v bazilice sv. Pavla za hradbami